# Harpadon nudus
Espèce
Statut de conservation UICN

 DD  : Données insuffisantes
 1 novembre 2018 
Harpadon nudus est une espèce de poissons de la famille des Synodontidae.

## Systématique
L'espèce Harpadon nudus a été décrite pour la première fois en 2016 par U. Ganga (d), Jinesh P. Thomas (d) et Sandhya Sukumaran (d), trois ichtyologistes indiens, membres du Central Marine Fisheries Research Institute (d) de Cochin,.

## Distribution
Cette espèce est endémique de la mer d'Arabie et évolue à des profondeurs variant de 275 à 371 m.

## Description
L'holotype de Harpadon nudus mesure 144 mm et les paratypes entre 90 et 167 mm.

## Étymologie
Son épithète spécifique, nudus, lui a été donnée en raison de son absence d'écailles sur le corps.

## Publication originale
- (en) U. Ganga, Jinesh P. Thomas et Sandhya Sukumaran, « A new species of the Genus Harpadon (Aulopiformes, Synodontidae) from the north-eastern Arabian Sea, India », Indian Journal of Fisheries, vol. 62, no 4,‎ janvier 2015, p. 1-9 (ISSN 0970-6011, lire en ligne).